# Stock, Aitken & Waterman
Stock, Aitken & Waterman, zkráceně SAW je britské skladatelské a produkční trio skládající se z Mike Stocka, Matta Aitkena a Pete Watermana.
Jejich doba slávy nastávala v pozdějších osmdesátých letech. Dohromady prodali 40 milion nahrávek a měli víc než 100 hitů britské Top 40. Vydělali si v přepočtu £60 milionů což je víc než $103.78 miliónů.

## Historie
SAW původně začalo v produkci hi-NRG klubových hitů (především v undergroundu), ale již brzy si vydobyli veliký úspěch spojením Hi-NRG-orientovaným soundem s romantickými texty. Rovněž experimentovali se swingovým rytmem.
SAW se považují za britskou verzi motownovského produkčního tria Holland-Dozier-Holland, což bylo významné soulové a rhythm and bluesové trio.

## Hudebníci
- Seznam hudebníků, které kdy hráli písně sepsané/produkované triem SAW:

| - Same Difference - Agents Aren't Aeroplanes - Rick Astley - Bananarama - Band Aid II - Barrio Boys - Thereza Bazar - Kenny Beck - Big Fun - Boy Krazy - Laura Branigan - Brilliant - Brother Beyond - Errol Brown - O'Chi Brown - Canton - Suzette Charles - The Christians - The Cool Notes - E.G. Daily - Danse Society - Michael Davidson - Nancy Davis - Dead or Alive - Hazell Dean - Wanda Dee - Delage - Divine - Dolly Dots - Jason Donovan - Einstein - England Football Team - Erik - Georgie Fame - The Fat Slags - Phil Fearon | - Ferry Aid - Samantha Fox - Fresh - Gloria Gaynor - Girl talk - Lonnie Gordon - Grand Plaz - Debbie Harry - Haywoode - Carol Hitchcock - Austin Howard - La Toya Jackson - Elton John - Holly Johnson - Judas Priest - Kahal & Kahal - Kakko - Key West - L.A. Mood - Edwina Laurie - Paul Lekakis - Rik Levay - The Lewis's - Alison Limerick - Kelly Llorenna - Gerry Marsden - Paul McCartney (člen Ferry Aid) - Malcolm McLaren - Mel and Kim - Jeb Million - Kylie Minogue - Mint Juleps - Mondo Kane - Morgan-McVey - Nitro - Pat and Mick - Andy Paul | - Pepsi & Shirlie - Michael Prince - Princess - Stephan Remmler - Reynolds Girls - Cliff Richard - Rin Tin TinTin - Roland Rat - Romi & Jazz - Sabrina Salerno - Sequal - Shanice Wilson - Shooting Party - Sigue Sigue Sputnik - Sinitta - The Sheilas - Slamm - Sonia Evans - Mandy Smith - Spelt Like This - Splash - Edwin Starr - Stock Aitken Waterman - Nick Straker Band - Donna Summer - Sybil - Bill Tarmey - The Three Degrees - The Twins - Paul Varney - Vision Masters - Steve Walsh - Keith Washington - Precious Wilson - Worlds Apart - WWF Superstars - Yell! |

## #1 Hity
Následující hity, které produkovalo trio SAW si vydobylo příčku #1 v UK Pop chart:
- 1985 "You Spin Me Round (Like a Record)", Dead or Alive
- 1987 "Respectable", Mel and Kim
- 1987 "Let It Be", Ferry Aid, cover Beatles hitu z roku 1970
- 1987 "Never Gonna Give You Up", Rick Astley
- 1987 "I Should Be So Lucky", Kylie Minogue
- 1989 "Especially for You", Kylie Minogue and Jason Donovan
- 1989 "Too Many Broken Hearts", Jason Donovan
- 1989 "Hand on Your Heart", Kylie Minogue
- 1989 "Ferry Cross the Mersey", Christians, Holly Johnson, Paul McCartney, Gerry Marsden & SAW, cover hitu z roku 1964 od kapely Gerry and the Pacemakers
- 1989 "Sealed with a Kiss", Jason Donovan, cover písně od Brian Hylanda
- 1989 "You'll Never Stop Me Loving You", Sonia
- 1989 "Do They Know It's Christmas", Band Aid II
- 1990 "Tears on My Pillow", cover Kylie Minogue. Původně píseň z roku 1958 od R&B/doo-wop kapely Little Anthony and the Imperials